# Ambasada Indonezji w Polsce
Ambasada Indonezji w Polsce, Ambasada Republiki Indonezji w Warszawie (indonez. Kedutaan Besar Republik Indonesia di Warsawa) – placówka dyplomatyczna Republiki Indonezji znajdująca się w Warszawie przy ul. Estońskiej 3/5.

## Podział organizacyjny
- Wydział ds. Politycznych (indonez. Pelaksana Fungsi Politik)
- Wydział ds. Ekonomicznych (indonez. Pelaksana Fungsi Ekonomi)
- Wydział ds. Spraw Społecznych i Kulturalnych (indonez. Pelaksana Fungsi Sosial dan Budaya)
- Wydział ds. Konsularnych i Informacji (indonez. Pelaksana Fungsi Protokol dan Konsuler)
- Sprawy gospodarcze (indonez. Pelaksana Fungsi Ekonomi)
- Attaché Obrony (indonez. Atase Pertahanan)
- Sprawy administracyjne (indonez. Bidang Administrasi)

## Siedziba
Do czasu uzyskania przez Indonezję niepodległości w 1949 kontakty z Polską utrzymywano w ramach stosunków Polski z Holandią, do której należało to terytorium. Polska nawiązała stosunki dyplomatyczne z Indonezją w 1955. Do 12 maja 1960 w Warszawie był akredytowany ambasador z siedzibą w Pradze, do 18 listopada 1960 w Moskwie, a następnie w tym samym roku rozpoczęła pracę ambasada tego kraju w Warszawie – mieściła się w hotelu Bristol przy ul. Krakowskie Przedmieście 42-44 (1961), przy ul. Niegolewskiego 14 (1962–1978), w willi z 1936 (proj. Lucjan Korngold) przy ul. Wąchockiej 9 (1979–2001), przy ul. Zakopiańskiej 8 (2001), obecnie przy ul. Estońskiej 3-5 (2002–).
Rezydencja ambasadora mieściła się przy ul. Różanej 65 (1964–1966), obecnie przy ul. Wąchockiej 9 (2015).